# Maxixcatzin
Maxixcatl (m. 1521), referido en las fuentes por el honorífico de Maxixcatzin, fue un tlatoani de Ocotelulco, uno de los cuatro señores que integró el gobierno de la república de Tlaxcala en el periodo de la conquista de México. Gobernante tlaxcalteca más influyente junto con Xicohténcatl el Viejo, fue impulsor a ultranza de la alianza entre tlaxcaltecas y españoles. Hoy en día se le reconoce como un gran rey de esa zona, encontrándose códices y figuras que cuentan su historia.

## Biografía

### Guerra contra Cortés
Como principal orador de la república, Maxixcatzin se hallaba presente en el senado de Tlaxcala en 1519 cuando los embajadores totonacas de Hernán Cortés y Xicomecóatl les propusieron una alianza contra el imperio mexica. El gobernante de Ocotelulco accedió, notando la conveniencia de ganar a los españoles como aliados, y debatió contra Xicohténcatl el Joven, que se negaba y deseaba mantenerles fuera de sus tierras por la fuerza. Por idea del orador Temilucatl, se arregló el compromiso de que Xicohténcatl se enfrentara a los extranjeros y se concertara alianza con éstos si era derrotado. Al ser incapaz el Joven de prevalecer militarmente, su padre y Maxixcatzin le ordenaron hacer la paz.
Como el mayor proponente de la alianza, Maxixcatzin recibió a Cortés junto con Xicohténcatl el Viejo. Pronto se volvería su principal aliado indígena.

### Alianza hispano-tlaxcalteca
Al igual que Xicohténcatl el Viejo, ofreció a su hija Zicuetzin en matrimonio a los conquistadores españoles para sellar la alianza hispano-tlaxcalteca contra el imperio azteca. Zicuetzin, famosa por su belleza y bautizada como Elvira, casó con Juan Velázquez de León. Poco después, con la marcha de Cortés hacia Tenochtitlan, que Maxixcatzin y Xicohténcatl habían tratado de impedir por no perder la, brindaron a Cortés con una escolta de 5000 guerreros tlaxcaltecas, que participarían en la Matanza de Cholula.

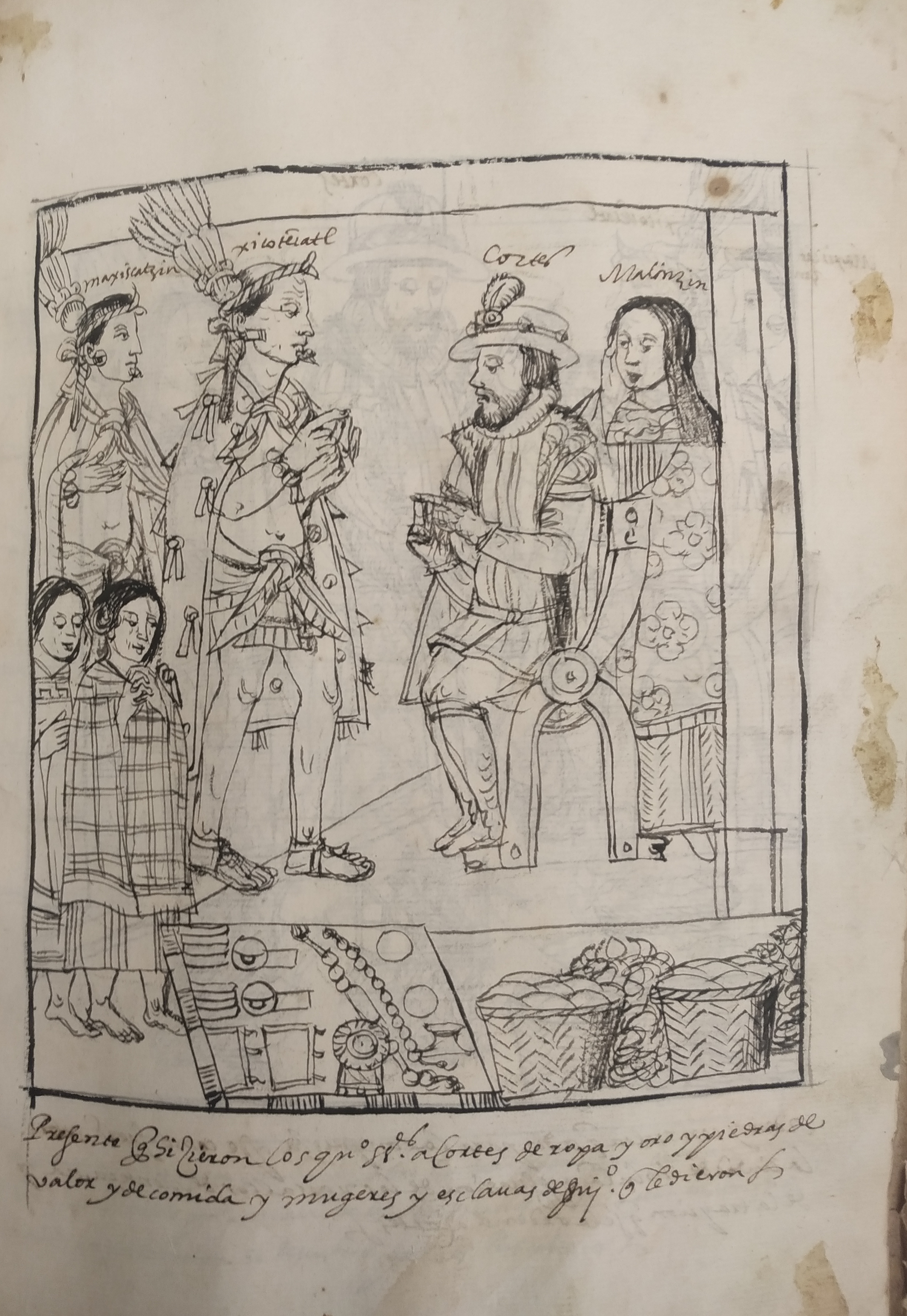
Maxixcatzin (detrás) y Xicohténcatl el Viejo conversan con Cortés y Malinche. Manuscrito de Glasgow.

Tanto Luisa como Velázquez murieron durante la Noche Triste, antes de la cual Maxixcatzin había propuesto al intendente español en Tlaxcala, Juan Páez, marchar con un ejército tlaxcalteca para socorrer a Cortés y a los suyos mientras se hallaban sitiados en Tenochtitlan. Páez no se atrevió a actuar al no tener órdenes de Cortés ni creer que sería necesario, pero el conquistador extremeño, al regresar a Tlaxcala, le degradó inmediatamente por su falta de iniciativa, haciendo notar cuántos españoles habrían podido salvar sus vidas. Maxixcatzin lloró la muerte de su hija y yerno, ambos caídos en la Noche Triste, y alojó a Cortés en su palacio.
Al llegar a oídos que Xicohténcatl el Joven pretendía aceptar una oferta de paz y concordia de los mexicas a cambio de que asesinasen a los españoles en su estado vulnerable tras la batalla, Maxixcatzin se le opuso en el senado de Tlaxcala:

"...dijo que si se les acordaba o había oído decir de más de cien años hasta entonces que en todo Tascala habían estado tan prósperos y ricos como desque los teules vinieron a sus tierras, ni en todas las provincias habían sido en tanto tenidos y que tenían mucha ropa de algodón e oro, y comían sal, y por doquiera que iban sus tascaltecas con los teules les hacían honra, por respeto de los teules, puesto que ahora les habían muerto en México muchos. Y que tuvieran en la memoria lo que sus antepasados les habían dicho muchos años atrás: que de adonde sale el sol habían de venir hombres que les habían de señorear, e que a qué causa agora andaba Xicotenga en aquellas traiciones y maldades, concertando de nos dar guerra y matarnos, que era mal hecho e que no podía dar ninguna desculpa de sus bellaquerías y maldades que siempre tenía encerradas en su pecho; que agora que nos veía venir de aquella manera desbaratados que nos había de ayudar, para, en estando sanos, volver sobre los pueblos de México, sus enemigos, quería hacer aquella traición.

El levantisco joven fue defenestrado por los senadores, sólo salvando la vida gracias a la intercesión de su padre, que había tratado previamente de disuadirlo de tales ideas. Dos hijos de Maxixcatzin, uno de ellos llamado Tiangueztatoa por Cervantes de Salazar, acompañaron al ejército hispano-tlaxcalteca a la conquista de Tenochtitlan.

## Muerte
Maxixcatzin murió de viruela, traída por el esclavo negro Francisco de Eguía, durante el sitio de Tenochtitlan, epidemia que también reclamó la vida de su enemigo, el tlatoani mexica Cuitláhuac. Se convirtió al cristianismo en su lecho de muerte, según Muñoz Camargo bajo el nombre de Lorenzo.
Cortés y sus capitanes llevaron luto en su honor, en palabras propias como si el finado hubiera sido su propio padre, tras lo que Cortés aseguró el ascenso al trono del heredero de Maxixcatzin, su hijo Maxixcatl, más tarde bautizado como Lorenzo, en la sucesión de Ocotelulco. Lorenzo acompañó a Cortés a Europa para rendir honores al rey Carlos I, aunque murió poco después y fue sucedido por su hermano Francisco.

## Legado
El 13 de agosto de 1521 los capitanes y guerreros de los cuatro señores junto a sus aliados españoles combatieron y lograron la caída del imperio azteca poco después del sitio de Tenochtitlan.
Fue fundador del señorial Ocotelulco en el siglo XII. Este señorío floreció durante el periodo postclásico mesoamericano. En Ocotelulco se hallaron pinturas de ídolos como Xólotl, Quetzalcóatl y Tlahuizcalpantecuhtli. Junto con los demás señoríos como Tepeticpac, Quiahuixtlan y Tizatlan fueron la base principal de la salida de las 400 familias hacia la fundación de poblaciones del norte como San Luis Potosí, Zacatecas, Jalisco, Coahuila, y Nuevo León, en 1591.